# スロボダ・ウクライナ
スロボダ・ウクライナ（ウクライナ語：Слобідська Україна）あるいはスロボジャーンシチナ（ウクライナ語：Слобожанщина）は、スーラ川とドネツ川の上流からドン川の中流まで広がるウクライナの歴史的地名である。現在ウクライナのハルキウ州、スームィ州の南部、ドネツィク州とルハンシク州の北部、ならびにロシアのベルゴロド州の中部、クルスク州の南部、ヴォロネジ州の南東部にあたる地域である。

## 概要
「スロボダ・ウクライナ」の地名は17世紀以降の史料で見られる。「スロボダ」とは非課税の「自由の集落」を意味している。1648年、ポーランドの支配下にあったウクライナでフメリニツキーの乱が勃発すると、多くのウクライナ人は戦災から隣国のロシアへ逃げ、ロシアのツァーリの許しを得てロシア南部に住み着いた。ロシアの政府は、ウクライナ人の難民からコサックの諸連隊の編成して彼らの内政自治権を与え、納税と引き換えに軍役を負わせてタタールの侵略からロシアの南部を守備するように義務づけた。
スロボダ・ウクライナは、ウクライナ・コサックの習慣に従って連隊という軍事・行政単位に区分されていた。1650年から1765年までの間に当地域ではスームィ連隊、オフティールカ連隊、ハルキウ連隊、イジューム連隊とオストロージシク連隊が存在し、その諸連体に500以上の「スルボダ」たる非課税集落が属していた。スロボダ・ウクライナに居住していたウクライナ・コサックはスロボダ・コサックと呼ばれた。
1765年にロシア女帝エカチェリーナ2世の命令によりスロボダ・ウクライナの諸連隊の自治制は廃止された。軍事単位としてのコサック連隊は驃騎兵連隊に再編成され、コサックの長老たちはロシア貴族の地位が下賜された。同年にスロボダ・ウクライナ県が設置され、当県の県庁所在地はハルキウに置かれた。1835年にスロボダ・ウクライナ県はハルキウ県に改名され、当県の東の地域はクルスク県とヴォロネジ県に編入された。
1917年にスロボダ・ウクライナはウクライナ人民共和国の一部となったが、1918年から1920年にかけて続いたウクライナの内戦期の末にボリシェヴィキ系のウクライナ社会主義ソビエト共和国の領土となった。
現在、かつてのスロボダ・ウクライナという地域はウクライナとロシアの間で分割されている。